# Sonic Adventure 2
Sonic Adventure 2 es un videojuego de la saga Sonic the Hedgehog, desarrollado por Sonic Team. Es el tercer y último título de la franquicia lanzado para la consola Dreamcast de Sega, siendo el último juego Sonic publicado en una consola Sega tras sus predecesores: Sonic Adventure y Sonic Shuffle. Tiempo después, fue adaptado para la Nintendo GameCube bajo el título Sonic Adventure 2: Battle, con ligeras mejoras.
El juego recibió críticas positivas por parte de los usuarios y es considerado uno de los títulos más destacados de la saga.
Fue lanzado en América del Norte el 19 de junio de 2001, y en Japón y Europa el 23 de junio de 2001, para conmemorar el 10.º aniversario del lanzamiento de Sonic the Hedgehog.
Este título introduce dos nuevos personajes a la franquicia: Shadow the Hedgehog y Rouge the Bat, quienes se consolidaron como figuras recurrentes en entregas posteriores. Un aspecto destacable del juego es que permite jugar con el Doctor Eggman, siendo uno de los pocos títulos de Sonic donde esto es posible, junto con Sonic R, Sonic Drift, Sonic Drift 2 y Sonic Riders.

## Jugabilidad

### Modo historia de un jugador
El juego presenta dos historias paralelas, y el jugador puede elegir cuál jugar en cualquier momento.
La historia Hero es protagonizada por Sonic, Knuckles y Tails, con el objetivo de salvar al mundo. Por su parte, la historia Dark está centrada en Shadow, Rouge y el Dr. Eggman, cuyo propósito es dominarlo.
Ambas tramas se desarrollan en paralelo y sus eventos son complementarios, siendo necesarios para comprender el argumento completo. A lo largo del juego, las historias se entrecruzan en múltiples ocasiones, generando enfrentamientos y eventos clave entre ambos bandos.
Cada personaje del bando Hero tiene un equivalente con habilidades similares en el bando Dark, dando lugar a tres estilos de juego principales según los siguientes emparejamientos:
- Sonic / Shadow: Niveles de velocidad. El objetivo es superar obstáculos hasta llegar al final del escenario, manteniendo un ritmo rápido. Estos niveles siguen el estilo clásico de Sonic Adventure, con la novedad del grindeo, una habilidad que permite deslizarse por barandillas metálicas y cambiar entre ellas con gran agilidad.

- Tails / Dr. Eggman: Niveles de acción y disparos. Ambos personajes pilotean robots bípedos equipados con sistemas de puntería y armas. El jugador debe eliminar enemigos, activar interruptores y sortear obstáculos. Aunque el estilo recuerda al de E-102 Gamma en Sonic Adventure, aquí no hay límite de tiempo, y los niveles son más extensos y complejos.

- Knuckles / Rouge: Niveles de exploración y búsqueda. El objetivo es encontrar tres objetos específicos (generalmente fragmentos de la Master Emerald o llaves), ocultos en cada nivel. Para ello, se cuenta con un radar que indica la cercanía a los objetos buscados. Los niveles tienen un diseño más abierto, con énfasis en la verticalidad y la exploración. Ambos personajes pueden escalar paredes, excavar y planear (Knuckles) o volar (Rouge), lo que permite acceder a distintas áreas del escenario.

Cada estilo de juego aporta variedad a la experiencia y ofrece desafíos únicos adaptados a las habilidades de los personajes.
-->Knuckles/Rouge: Niveles de búsqueda de fragmentos de la Master Emerald (u otros elementos, dependiendo del contexto argumental de cada fase). A diferencia de los otros tipos de niveles, que tienen una estructura lineal, con un punto de partida, y un punto final, en estos nos movemos por un entorno abierto, sin un punto de finalización definido. Por este mapeado debemos buscar 3 fragmentos de la Master Emerald (u otros objetos), que se encuentran repartidos aleatoriamente. 
Para ello, tenemos un "radar de esmeraldas", que nos permite detectar la proximidad de cada uno de los fragmentos, mediante los pitidos y color que muestre dicho radar (siendo verde, amarillo y rojo los grados de proximidad del fragmento, agregándose un signo de admiración "!" en la versión de GameCube cuando se está justo sobre el fragmento buscado). 
Estos niveles son casi idénticos a los de Knuckles en el Sonic Adventure 1, pero tienen una importante diferencia, y es en el funcionamiento del radar: en Sonic Adventure 1, el radar podía detectar la proximidad de los 3 fragmentos simultáneamente y obtenía un mayor alcance, empezando a sonar con un color azul, sin embargo, en Sonic Adventure 2, el radar solo detecta a la vez un fragmento en concreto, siendo necesario encontrarlo para que el radar pueda tener la capacidad de detectar el siguiente fragmento. Simultáneamente, se agregó un sistema de pantallas colocadas en varios lugares del nivel que pueden ofrecer "pistas" sobre la localización de los fragmentos de la Master Emerald, pudiendo obtener un máximo de 3 pistas por nivel, eso si, al utilizar pistas, se reduce el puntaje final del nivel obteniendo un Ranking más bajo.
-->Niveles de conducción (Tails/Rouge): Además de los tres tipos estándar de jugabilidad, existen dos fases de conducción en la historia, una en la historia Hero y otra en la Dark, que se juegan respectivamente con Tails y con Rouge, mientras conducen un coche. 
Tenemos una cuenta atrás de tiempo, por lo que el desafío radica en llegar a tiempo al final. Existen obstáculos tales como otros coches y precipicios laterales en la carretera. También es destacable la recolección de anillos para efectuar turbos. Cada turbo gasta 20 anillos. A diferencia de los tres estilos básicos, el de conducción no tiene un estilo tan destacablemente análogo en Sonic Adventure 1, ya que los momentos de conducción de este juego se jugaban y planteaban de una manera bastante diferente.
-->Enemigos finales: Hay dos tipos de enfrentamientos contra enemigos finales:
1-) Duelos entre parejas: Cada pareja del juego se verá enfrentada a lo largo de la historia en enfrentamientos necesarios para el argumento, pero no habrá enfrentamientos directos entre miembros de distintas parejas (no veremos un combate entre Shadow y Knuckles, por ejemplo, pero sí un combate entre Shadow y Sonic).
2-) Duelos contra personajes no jugables: Los clásicos enfrentamientos contra todo tipo de amenazas. Lo más habitual es enfrentarse a algún robot del G.U.N, o contra alguna creación de Eggman.
Cada personaje luchará contra sus propios enemigos finales, y cabe destacar que este tipo de enemigos son uno de los pocos factores que no es necesariamente análogo en las historia Hero y Dark. (Por ejemplo, Knuckles y Rouge no se enfrentan a los mismos enemigos finales, ni lo hacen en el mismo instante argumental).
--> Desarrollo de las fases y de la historia: Podemos elegir en cualquier momento jugar a la historia Dark o a la Hero, pero cada historia avanza de manera independiente de la otra. 
Los niveles avanzan de manera lineal en orden en cada historia, de forma que los distintos tipos de fase y personaje se van alternando según requiera el argumento. Las únicas transiciones entre fases pueden ser enemigos finales, o secuencias de vídeo.
La forma de desarrollar las fases contrasta totalmente con la de Sonic Adventure 1, que ofrecía un mapeado central por donde desplazarse para realizar las fases, lo que permitía poder seleccionar con qué personaje querías jugar, pero ralentizaba el desarrollo del juego.
Esta diferencia en planteamiento generó discrepancia entre los jugadores, y entre la crítica, ya que unos prefirieron el estilo del primer juego, y otros vieron el nuevo estilo más adecuado.
Al finalizar ambas historias, se puede acceder a la historia "Last", que es la historia final. Este hecho es similar a la historia de Super Sonic en el primer Sonic Adventure, pero resulta más larga y con más desafíos. 
A partir de aquí, la mayor parte de posteriores juegos de Sonic incluyen este tipo de historias "Last".

### Modos de juego adicionales para un jugador
Además de poder jugar a la historia, podremos acceder a más modos de juego para un solo jugador, a medida que completemos fases del modo historia.
Existen las siguientes modalidades adicionales para un solo jugador:
Boss: Consiste en derrotar a todos los enemigos finales del juego. El récord de tiempo se almacena. Podemos elegir entre los jefes de la historia Hero, los de la historia Dark, o los de absolutamente todo el juego. Para poder elegir estas opciones, primero hay que completar las respectivas historias.
El premio por completar estos modos es de un emblema, en cada uno de los 3 modos.
Carrera (también disponible en el modo multijugador): Se trata de realizar carreras de coches contra personajes controlados por el ordenador. Hay tres circuitos, cada uno nombrado por su dificultad (Fácil, Normal o Difícil). El estilo jugable es exactamente el mismo que en las fases de conducción de la historia de Tails y Rouge, pero adaptado a circuitos de tres vueltas, y con corredores rivales. 
Desde el principio se puede seleccionar a los 6 personajes principales con sus respectivos coches. A nota de curiosidad, cabe destacar que los coches de Rouge y Tails en este modo no son los que utilizan en las fases del modo historia, si no otros distintos.
Cada circuito tiene como premio al superarlo, un emblema.
Selección de fase: Probablemente, el núcleo jugable del juego, más que el propio modo Historia, una vez completado este. Es muy similar al modo Trial del primer Sonic Adventure. Permite jugar cualquiera de los niveles que hayamos completado de la Historia Hero, Dark, y Last.
Sin embargo, aparte de ofrecer los niveles tal y como se juegan en el modo Historia, cada uno de los 4 estilos de juego principales del juego (Velocidad, Disparos, Búsqueda de esmeraldas, y Conducción)  ofrece 4 tipos de desafíos adicionales seleccionables desde el menú de selección de fase. 
Con esto concluimos que en cada fase del juego hay 5 desafíos seleccionables previamente a comenzar dicha fase. Cada desafío es premiado con un emblema, y evaluado con un ranking de puntuación o tiempo (dependiendo del desafío propuesto) evaluado desde E hasta A. Las puntuaciones o tiempos mínimos necesarios para obtener los distintos grados de ranking de cada fase son exclusivos de dichas fases, no teniendo porqué coincidir con el de otras fases.
La mayoría de emblemas de los 180 del juego se obtienen de esta forma. Con las 31 fases del modo historia, tenemos un total de 155 emblemas en este modo de juego. Por eso concluimos que para completar el 100% del juego, la mayoría del tiempo lo pasaremos aquí.
Modo Chao: Podemos acceder a este modo obteniendo la llave del jardín Chao en cualquier fase del juego, en el modo Historia, o a través del menú de selección de niveles.
La única limitación que tiene acceder desde el Selector de Niveles es que si un personaje jamás ha accedido al jardín Chao, debe primero encontrar la llave en alguna fase. A partir de entonces, ya puede acceder siempre. Este modo se basa en una evolución del ya propuesto sistema "A-Life" (Artificial Life) de cuidado de los Chao del primer Sonic Adventure, que a su vez se basaba en el rudimentario e inicial sistema A-Life de Nights into Dreams, un juego también creado por el Sonic Team, en 1996, para la Sega Saturn.
Básicamente, debemos cuidar a los Chao que eclosionan de los huevos del jardín. Podemos además pintarles la piel con pintura obtenida en las fases del juego, y darles animales para que adopten su forma. La personalidad del Chao y su humor serán distintos según si les tratas bien, o si les maltratas, en lo que influyen numerosos factores.
Además, el Chao tiene tendencia a evolucionar hacia "el lado del bien" si es cuidado por un Hero, o hacia el "lado del mal" si su cuidador es un Dark.
Existen bastantes extras en este modo, como hacer correr a los Chao en carreras, o comprar objetos en una tienda. Todo ello forma el relativamente complejo sistema A-Life de este juego.
En Sonic Adventure 2: Battle (el port para Gamecube), se incluyen algunas novedades, como nuevos minijuegos.

### Recolección de emblemas
El juego tiene 180 emblemas para recolectar, al igual que el primer Sonic Adventure tenía 130.
Para completar el juego en su totalidad, y desbloquear todos sus secretos son necesarios los 180 emblemas.

### Modo Multijugador
Sonic Adventure 2 incluye un modo adicional para 2 jugadores. Este modo de juego es ampliado en la versión de Gamecube, renombrada Sonic Adventure 2:Battle
El multijugador posee 4 modos de juego, jugables en una selección reducida de los escenarios existentes en el modo historia de un jugador: 
-->Carrera (Sonic y Shadow): su objetivo es completar el escenario antes que el otro jugador. Sonic, Shadow, Amy y Metal Sonic compiten en una carrera.(Amy y Metal Sonic son desbloqueables en la versión Dreamcast)
-->Batalla de disparos (Tails y Eggman): su objetivo es derrotar al contrario a base de disparos. Tails, Eggman, Chao, y Big (Sustituido por Dark Chao en la versión de Gamecube), compiten en este modo.(Chao y Big son desbloqueables en la versión Dreamcast)
-->Caza de esmeraldas (Knuckles y Rouge): su objetivo es recolectar con ayuda del radar 2 fragmentos de Master Emerald antes que el contrario.
Knuckles, Rouge, Tikal y Chaos compiten en esta búsqueda.(Tikal y Chaos son desbloqueables en la versión Dreamcast)
-->Carrera de coches: Carreras de coches al estilo de las fases de conducción de un jugador. 
Se puede seleccionar a cualquiera de los seis personajes principales en su respectivo coche, en la versión de GameCube hay otros 6 personajes secretos para este modo dando un total de 12.

## Argumento
Sonic Adventure 2 presentaba en su momento un argumento atípico para un juego de Sonic, siendo este bastante oscuro, contrastando con los juegos anteriores, incluso con el primer Sonic Adventure, que presentaba una estética y diálogos más desenfadados, en general.
Lo que lleva a esto es principalmente la inclusión de dos nuevos personajes, cuyo trasfondo y personalidad son en general más maduros que el de los 4 personajes principales de Sonic habituales, desde el Sonic 3 & Knuckles de Mega Drive (Sonic, Tails, Knuckles y Eggman). Estos nuevos personajes son Shadow The Hedgehog y Rouge The Bat.
El argumento se basa principalmente en Shadow y su lugar natal, la estación espacial ARK, siendo el motor principal de la historia. A partir de este juego, los posteriores juegos de Sonic han mantenido un estilo narrativo y estético similar al de este juego en bastantes aspectos.[cita requerida]

## Personajes

### Team Hero
Sonic the Hedgehog: Sonic, el erizo más famoso del mundo. Con él comienza la historia Hero, cuando, sin ningún motivo aparente, es arrestado por un grupo de militares del gobierno llamados G.U.N.
Sin embargo, su cautividad no durará mucho, al escapar casi inmediatamente del helicóptero en el que lo tenían recluido los soldados de G.U.N., y entablar una huida por la ciudad. Sin embargo, poco después conocerá a un nuevo enemigo, a Shadow. Entonces, Sonic comprende que la razón por la que le buscan los militares es porque lo han confundido con este individuo, el cual ha robado un Chaos Emerald. Tras este primer encuentro con Shadow, en el que Sonic se asombra de lo rápido que es este desconocido, y de su extraño poder de teletransporte, conocido como "Chaos Control", Sonic vuelve a ser arrestado por G.U.N. 
Unas horas después, tras ser rescatado por Tails, Sonic entablará una búsqueda para desbaratar los nuevos planes de Eggman y sus nuevos aliados.
Miles "Tails" Prower: Tails, el fiel amigo de Sonic, también ha vuelto. Cuando descubre que Sonic es arrestado por el G.U.N. y llevado a su prisión de máxima seguridad, no dudará en infiltrarse en las instalaciones de los militares para rescatarlo. Para ello, pone en escena su nueva invención, una mejora del avión Tornado para convertirlo en un robot de batalla, el Cyclone. 
Tras el rescate, Sonic y Tails se sincronizarán para desbaratar los planes del doctor y de sus nuevos aliados, que pretenden aterrorizar al mundo utilizando las Chaos Emeralds.
Knuckles the Echidna: Los problemas de Knuckles comienzan cuando una joven y desconocida chica murciélago, Rouge, intenta robar su preciada Master Emerald. Knuckles, como guardián de dicha esmeralda, obviamente intenta detenerla, pero poco después aparece Eggman, que también desea robar la Esmeralda. Contra las cuerdas, lo único que puede hacer Knuckles es romper en pedazos la Master Emerald para evitar que Rouge o Eggman la roben. 
Así, Knuckles se embarcará inmediatamente en la búsqueda de los fragmentos por todo el mundo, para restaurar su más preciada posesión... hasta que encuentra a Sonic a Tails, que le convencerán para luchar de su lado contra Eggman una vez más.

### Team Dark
Dr. Eggman: El más terrible enemigo de Sonic ha vuelto. Él inicia la historia Dark, y la historia global del juego. Se acaba de infiltrar en una base de los militares G.U.N., buscando el arma de destrucción más terrible conocida por la historia, que supuestamente creó su abuelo, el Profesor Gerald Robotnik hace 50 años, y que supuestamente ocultan los militares.
No tardará en descubrir que esa arma de destrucción es Shadow, un misterioso erizo de gran poder. Shadow pide a Eggman que busque las Chaos Emeralds, y lo cita en la estación espacial abandonada ARK. Tras volver a su base, y fracasar en el intento de robar la Master Emerald a Knuckles, acudirá a la cita de Shadow en ARK, y descubrirá la poderosa arma Eclipse Cannon, que necesita las Chaos Emeralds para funcionar. De esta forma, Eggman, Shadow y la nueva y misteriosa aliada Rouge comenzarán a buscar las Chaos Emeralds para conquistar el mundo.
Shadow the Hedgehog: Shadow es un misterioso erizo bastante similar físicamente a Sonic, pero con una personalidad completamente distinta. Su pasado es un misterio, y solo guarda pequeños fragmentos de él, de cuando vivía en ARK con su creador, el Profesor Gerald Robotnik y su nieta María Robotnik. Solo recuerda cómo María fue asesinada cruelmente por los militares G.U.N. que invadieron ARK hace mucho tiempo, y cómo él fue incapaz de salvarla, siendo lanzado, en el momento que ella estaba agonizando de camino a la Tierra en una cápsula de rescate. Después de eso, ya no recuerda nada más, ya que los militares G.U.N. encontraron su cápsula en la Tierra, y lo criogenizaron y confinaron en su base de más alta seguridad durante 50 años.
Ahora que el nieto de Gerald, el Dr. Eggman, le ha liberado de su confinamiento, Shadow ha decidido aliarse a él en la conquista del mundo, para vengarse de los humanos, por haber destruido a aquellos a los que consideraba su familia. Y la clave de la venganza reside en el terrible Eclipse Cannon, la terrible arma que hay instalada en ARK, que funciona con las Chaos Emeralds. Así que, sin dudarlo, le muestra el cañón a Eggman, y junto a la misteriosa Rouge, comienzan a buscar las Chaos Emeralds para ponerlo en funcionamiento. Lo más triste es que en el final supuestamente muere pero su aparición en otros juegos de Sonic ha dicho que sigue vivo.
Rouge the Bat: Una misteriosa joven cazadora de tesoros, ansiosa de riquezas y cuyos objetivos son desconocidos. Comienza ansiando la Master Emerald, lo que la llevará a un enfrentamiento con Knuckles, el guardián de este artefacto, ganándose así su odio. Tras el intento fallido de Eggman de robar la Master Emerald, Rouge decidirá seguir al científico a su base, para hacerle a él y a Shadow una propuesta que no pueden rechazar: sus habilidades para encontrar las Chaos Emerald que desean Shadow y Eggman, a cambio de ser partícipe en la conquista del mundo, que pretenden realizar amenazando a la humanidad con el Eclipse Cannon.

### Otros personajes relevantes
El ejército del G.U.N.: G.U.N. son los militares al servicio del gobierno. Poseen tecnología bastante avanzada.
Parece ser que hace muchos años, atacaron la estación espacial de investigación ARK, por motivos desconocidos, y mataron a todos los allí presentes, salvo al erizo creado por el Profesor Gerald Robotnik llamado Shadow, al que se conocía como "la forma de vida definitiva". Lo consideraron un arma de destrucción masiva, y lo congelaron y sellaron en lo más profundo de su base, hasta que el Dr. Eggman escuchó los rumores de la existencia de un arma terrible, e irrumpió en la base de los G.U.N.
Ahora intentan detener de nuevo a Shadow, pero parece que lo han confundido con Sonic.
Profesor Gerald Robotnik: era el abuelo del Dr. Eggman, y al igual que él, fue un genio de la ciencia. Él diseñó la estación espacial ARK, y también fue el que creó a Shadow, al que llamó "la forma de vida definitiva". Desgraciadamente, el G.U.N. irrumpió de repente en ARK, matando a todos los científicos que trabajaban allí. El propio Gerald murió ejecutado por G.U.N pero se desconoce en qué circunstancias.
María Robotnik: nieta de Gerald Robotnik, era una chica joven que vivía con su abuelo en ARK. Se hizo amiga de Shadow, pero cuando G.U.N. atacó ARK, ella también murió, ante la mirada impotente de Shadow, que en ese momento despegaba con una cápsula de rescate a la Tierra.
Amy Rose: la amiga y autoproclamada novia de Sonic, se ha enterado de que Sonic está preso en la isla de los G.U.N., y ha decidido ir a rescatarle.

## Banda sonora
Al igual que en los anteriores Sonic pertenecientes a la saga principal, comenzando por el Sonic 3 & Knuckles, el principal responsable de la composición de la mayoría de temas es Jun Senoue, aunque debido a la extensión y variedad de temas, hay varios compositores más en el juego: hay presencia de temas vocales en algunas de las propias fases del juego, o en enfrentamientos finales, que no han sido compuestos por Senoue.

### Temas vocales
Sonic Adventure 2 tiene un muy destacado y extenso elenco de temas vocales.
Se repite el esquema del primer Sonic Adventure: un tema principal, que se utiliza también en el enfrentamiento final del juego, y un tema para cada personaje importante. 
Además, se añaden algunos temas vocales para algunos escenarios, o en enfrentamientos finales concretos.
La banda de Hard Rock Crush 40, de la que el propio Jun Senoue es guitarrista y fundador, repite su cometido desde el primer Sonic Adventure de componer e interpretar el tema principal del juego. 
Para este juego, compusieron el tema Live & Learn.
1-) Tema principal del juego: Live & Learn
Autores: Crush 40 (Jun Senoue y Johnny Gioeli)

#### Temas de los Hero
Los temas de los Hero Sonic, Tails y Knuckles, son versiones actualizadas y sustancialmente cambiadas de sus temas del primer Sonic Adventure:
2-) Tema de Sonic: It doesn't Matter
Autor: Tony Harnell
3-) Tema de Tails: Believe in Myself
Autora: Kaz Silver
4-) Tema de Knuckles: Unknown from M.E.
Autores: Marlon Saunders, Hunnid-P
- A modo de curiosidad, M.E. es un juego de palabras, y sus siglas abrevian "Master Emerald".

#### Temas de los Dark
Los temas de los Dark son nuevos, incluido el de Eggman, cuyo tema no es ninguna revisión de su tema del primer Adventure:
5-) Tema del Dr.Eggman: E.G.G.M.A.N
Autor: Paul Shortino
6-) Tema de Shadow: Throw it all Away
Autor: Everett Bradley
7-) Tema de Rouge: Fly in the Freedom
Autores: Tabitha Fair, Todd Cooper

#### Temas vocales en enfrentamientos finales
En el juego existen temas vocales en enfrentamientos finales:
8-) Tema de la lucha de Shadow VS Biolizard: Supporting me
Autor: Everett Bradley
Este tema suele ser asignado como el tema del propio Biolizard, aunque también se le atribuye a Shadow.
9-) Tema de la lucha de Sonic VS Shadow: For True Story
Autor: Everett Bradley

#### Temas vocales en escenarios (Sólo Sonic, Knuckles y Shadow)
La primera fase de Sonic, algunas fases de Shadow y todas las de Knuckles tienen también temas vocales. 
En el caso de Knuckles y Shadow, las letras de estos temas son sus pensamientos en dicho escenario. El tema de Sonic es de Ted Poley y Tony Harnell, los temas de Shadow son de Everett Bradley, y los de Knuckles son de Hunnid-P.
10-) Tema de City Escape: Escape from the City
Autores: Ted Poley, Tony Harnell
11-) Tema de White Jungle: Rhythm and Balance
Autor: Everett Bradley
12-) Tema de Final Chase: The Supernatural
Autor: Everett Bradley
13-) Tema de Wild Canyon: Kick the Rock! 
Autor: Hunnid-P
14-) Tema de Pumpkin Hill: A Ghost's Pumpkin Soup
Autor: Hunnid-P
15-) Tema de Aquatic Mine: Dive into the mellow
Autor: Hunnid-P
16-) Tema de Death Chamber: Deeper
Autor: Hunnid-P
17-) Tema de Meteor Herd: Space trip Steps
Autor: Hunnid-P

## Sonic Adventure 2: Battle
Hubo una adaptación de Sonic Adventure 2 para Nintendo GameCube, llamado Sonic Adventure 2: Battle. Esta versión fue lanzada el 10 de diciembre de 2001 en Japón, el 12 de febrero de 2002 en América del Norte, y el 3 de mayo de 2002 en Europa.
Este juego agrega nuevas opciones para el modo multijugador.
Gráficamente el juego posee ciertas diferencias, como modelados mejorados para Sonic y Shadow, y escenarios con ligeras diferencias visuales.

## Versiones descargables
El juego fue lanzado posteriormente para Xbox 360 a través de Xbox Live Arcade, PlayStation 3 a través de PlayStation Network, y Microsoft Windows a través de Steam.
Las novedades incluyen modo de pantalla 16:9 aunque algunas escenas están en 4:3 y gráficos en alta definición, pero la mezcla de audio tiene problemas. Las características adicionales añadidas al juego en Sonic Adventure 2: Battle se incluyen en un DLC comprable separado.

## Curiosidades
- En todos los niveles en donde se podía ver a Big the Cat pescando, ya no aparece en GameCube pero en el port de Xbox 360, PS3 y PC se le ve como en Dreamcast.
- El tema musical Live and Learn fue usado en el videojuego Super Smash Bros. Brawl como uno de los temas principales de Sonic.
- Uno un bug en la parte de prueba que ocasionaba que los números de los emblemas se multiplicaran.
- Sonic Heroes fácilmente podría ser Sonic Adventure 3 debido a la posibilidad de elegir varias aventuras, aunque hay otros juegos similares del erizo. Sin embargo en el desarrollo de Sonic Heroes se dejó en claro que este juego no buscaba ser una secuela de Sonic Adventure 2, sino crear una nueva aventura con los personajes que ya tenían para aquel entonces, razón por la que personajes como el Team Chaotix de Knuckles' Chaotix aparecen también.
- En la serie animada, las cápsulas en las que se encuentra Shadow (tanto en Isla Prisión como en la nave de Eggman) son exactamente iguales.
- El nombre original de Shadow iba a ser "Terios" que se traduce como "Reflejo".
- Originalmente Shadow no iba a aparecer después de su muerte en Sonic Adventure 2, pero debido a la enorme popularidad que ganó fue traído de vuelta en Sonic Heroes.
- A lo largo de todo el juego (concretamente en City Escape) hay parodias de nombres de otros juegos de Sega (como Samba de Taco parodia de Samba de Amigo) y un cameo de Chaos de Sonic Adventure, estos ya no aparecen en GameCube ni en el port de Xbox 360, PS3 y PC.
- En el mismo nivel hay una referencia a Nights.
- Cuando muestra la tierra se ven algunos personajes de otros videojuegos de Sega
- Tails no iba a ser un personaje jugable, pero fue añadido a último momento.
- City Escape es el único nivel de plataformas (descartando los niveles de Knuckles) que no es una versión instrumental.
- En ciertas escenas presionando el botón A podías ver a Big ocultado. Otra curiosidad de City Escape, en la escena del camión G.U.N se podía ver a Big corriendo a un lado para escapar.
- City Escape, Radical Highway y Cannon's Core vuelven aparecer en Sonic Generations.
- Biolizard en su primera fase vuelve aparecer en Sonic Generations (versión de 3DS) como uno de los Jefes de la Era Dreamcast.
- La pelea final de Sonic Vs. Shadow vuelve en Sonic Generations.
- Cuando aparecen Shadow y Sonic en Sonic Generations, Shadow se desliza por unos tubos y salta, y Sonic corre a una rampa y salta y luego se cruza en donde esta la luna, esto hace referencia al opening de Sonic Adventure 2: Battle, la única diferencia es que en el opening están en Radical Highway pero en Sonic Generations están en Final Rush porque ahí es donde ocurre la pelea final de Sonic Vs. Shadow en Sonic Adventure 2.
- En el Chao Garden (Hero, Neutro o Dark) si se excava en el suelo (Knuckles o Rouge) a veces sale un objeto, si se lo das a un chao, con suerte se lo pondrá en la cabeza
- en la adaptación cinematografica del videojuego, Sonic 3, la película(2024) se oye una versión del tema "Live and Learn" hecha por el compositor Junkie XL y también se oye parte de la canción en otros temas de la película